# 张富贵

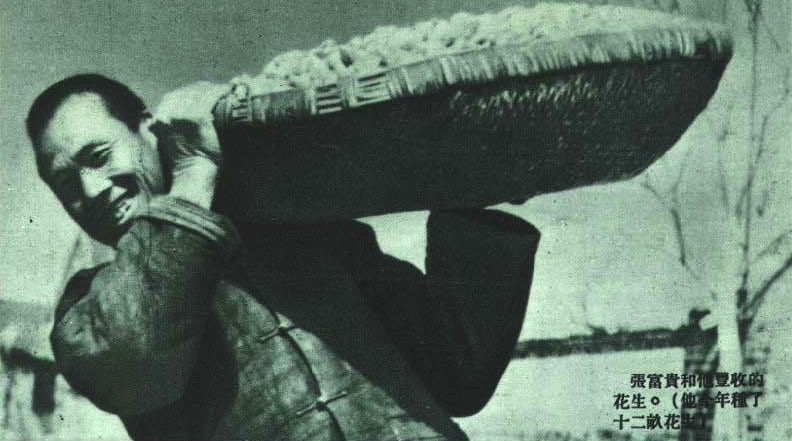
张富贵

张富贵（1913年—1994年），男，山东文登人，中华人民共和国政治人物。曾任中共第九、十、十一届中央委员。

## 生平
早年因全国农业劳动模范而从政，担任文登县革委会副主任、山东省革委会副主任。